# Прокофьев, Сергей Сергеевич
Серге́й Серге́евич Проко́фьев (11 [23] апреля 1891, Сонцовка, Екатеринославская губерния — 5 марта 1953[…], Москва) — русский и советский композитор, пианист, дирижёр, музыкальный писатель, шахматист первой категории; народный артист РСФСР (1947), лауреат Ленинской премии (1957) и шести Сталинских премий (1943, 1946 — трижды, 1947, 1952). Один из величайших композиторов XX века.
Написал восемь опер, восемь балетов («Трапеция» часто не упоминается, так как балет был задуман как инструментальное произведение), семь симфоний и других оркестровых сочинений, девять концертов для сольного инструмента с оркестром, девять фортепианных сонат, а также оратории, кантаты, камерные вокальные и инструментальные сочинения, музыку для кино и театра.
Прокофьев создал собственный новаторский стиль. Новаторскими чертами отмечены сочинения как раннего, так и заграничного и советского периодов. Многие его сочинения (всего более 130 опусов) — такие как, например, Первая, Пятая и Седьмая симфонии, балеты «Ромео и Джульетта» (1935), «Золушка» (1945), «Каменный цветок» (1950), оперы «Любовь к трём апельсинам» (1919), «Война и мир» (1942), Первый, Второй и Третий фортепианные концерты, кантаты «К 20-летию Октября» (1937), «Александр Невский» (1939) и «Здравица» (1939), симфоническая сказка «Петя и волк» (1936), музыка к кинофильмам «Поручик Киже» (1934), «Александр Невский» (1938), «Иван Грозный» (1945), Седьмая соната, «Мимолётности», «Наваждение» и другие фортепианные пьесы — вошли в сокровищницу мировой музыкальной культуры. Прокофьев принадлежит к числу наиболее значительных и репертуарных композиторов XX века.

## Русский, советский или российский композитор
По сложившейся традиции отечественные музыковеды и музыкальные писатели определяли Прокофьева либо как «русского композитора», либо как «советского композитора».
В справочной литературе СССР, например, во 2-м издании БСЭ (1955), в 3-м издании БСЭ (1975) и других Прокофьев определялся как «советский композитор», в «Музыкальной энциклопедии» (1978) — как ведущий деятель советской культуры. В постсоветской биографии Прокофьева литератора И. Г. Вишневецкого (2009) герой книги определён как «русский композитор». В БРЭ для деятелей культуры, имевших гражданство Российской империи или СССР, имевших или имеющих российское гражданство, используется единый атрибут — «российский».
В статье музыковеда С. А. Петуховой в отношении Прокофьева используется определение «русский композитор», в то время как прилагательное «российский» обозначает гражданство или территориальную принадлежность: «российскими виолончелистами» обозначены виолончелисты из России. В статье Ю. Н. Холопова[уточнить] на сайте Санкт-Петербургской филармонии С. С. Прокофьев значится как «великий русский композитор», в статье «Творчество Прокофьева в советском теоретическом музыкознании» (1972) как «советский композитор» и как «великий русский музыкант». В монографии «Современные черты гармонии Прокофьева» (1967) тот же автор характеризовал творчество Прокофьева как «гордость советской музыки», хотя при этом объективно описывал новаторскую гармонию Прокофьева во всём объёме его сочинений (в том числе, и за пределами «советского» периода творчества).
Ректор Московской консерватории Александр Соколов в приветствии участникам Международной научной конференции и музыкального фестиваля, посвящённых 120-летию со дня рождения С. С. Прокофьева, произнёс: «Имя великого русского композитора известно всему миру. Деятельность Прокофьева проходила в России, Европе и Америке».
В сборнике статей «Прокофьевские чтения» (2016) относительно Прокофьева и других отечественных композиторов сочетания «русский композитор» и «русские композиторы» использованы 10 раз, а «российские композиторы» — только 1 раз. В последние годы устойчивое сочетание «русский композитор» по отношению к С. С. Прокофьеву приведено в статье О. Л. Девятовой «Сергей Прокофьев в Советской России: конформист или свободный художник?» (2013), в «Литературной газете» (2016) и в Положении об Открытом конкурсе композиторов «Время Прокофьевых» (2017). О. Л. Девятова цитировала слова С. М. Слонимского о продолжении С. С. Прокофьевым «творческой линии русских классиков XIX века» и писала, что композитор ощущал себя «истинно русским человеком и музыкантом, воспитанным русской культурой, её национальными традициями». Таким образом, Прокофьев выступает как носитель и новатор русской национальной традиции в мировой классической музыке.
О Прокофьеве как о русском композиторе отзывались современники, что следует из записи в «Дневнике» отзыва Стравинского, высказанного в Италии в 1915 году: «Услышав мой 2-й Концерт, „Токкату“ и 2-ю Сонату, Стравинский стал чрезвычайно восхищаться, заявляя, что я настоящий русский композитор и что кроме меня русских композиторов в России нет». Сам Прокофьев называл себя «русским композитором», что подтверждается его самоидентификацией в дневниковой записи 1915 года о создании балета «Шут»: «Национальный оттенок довольно ярко сказывался в них. Я всегда теперь думал, когда сочинял, что я русский композитор и шуты мои русские, и это мне открывало совсем новую, непочатую область для сочинения».

## Биография

### Детство
Сергей Прокофьев родился в селе Сонцовке Екатеринославской губернии (ныне в Покровском районе Донецкой области Украины). Вопреки указанной в копии метрического свидетельства дате рождения 15 [27] апреля 1891 года, Сергей Святославович Прокофьев, внук композитора, ставящий под своими публикациями имя Сергей Прокофьев младший, настаивал на том, что «Прокофьев родился не 27 апреля». Композитор неоднократно указывал в «Дневнике», что родился 11 [23] апреля: «Вчера [23 апреля] был день моего рождения (27 лет)». «<…> вчера [23 апреля] мне минуло двадцать девять лет <…>». «Я вспомнил, что сегодня [23 апреля] мне стукнуло тридцать три года („Что это за шум раздался в соседней комнате? Это мне стукнуло тридцать три года“)». Несмотря на то, что сам Прокофьев называл место своего рождения на украинский манер — «Сонцевка», биограф композитора И. Г. Вишневецкий цитировал документы начала 1900-х годов с использованием названия деревни «Солнцевка».
Отец, Сергей Алексеевич Прокофьев (1846—1910), происходил из купеческой семьи, учился в Москве в Петровской сельскохозяйственной академии (1867—1871). Отец управлял имением своего бывшего однокурсника по академии Д. Д. Сонцова.
Мать, Мария Григорьевна (урождённая Житкова (Жидкова), 1855—1924), родилась в Санкт-Петербурге и окончила гимназию с золотой медалью.
В 1851 году состоялось бракосочетание деда и бабушки С. С. Прокофьева — Г. Н. Жидкова, дворового человека графа Д. Н. Шереметева, с А. В. Инштетовой, дочерью дворового человека барона Л. К. Боде. Поручителями при заключении брака были её братья — А. В. и С. В. Инштетовы (актовая запись № 2 от 8 июля). Анна Васильевна Инштетова была правнучкой шведа Инштета, который оказался в плену после Полтавской битвы и служил у С. А. Колычёва, сподвижника Петра I,. 18 июля 1856 года получил отпускную от графа Шереметева вместе с женою и двумя дочерьми Варварою (3 лет) и Марией (6 месяцев). 28 сентября 1856 года по ходатайству барона Л. К. Боде был произведен в придворные лакеи Большого Кремлёвского дворца и приведен к присяге. В их семье родились 5 дочерей, из них 3 младшие — в Кремле.
В 1877 году в Придворном Верхоспасском соборе состоялось бракосочетание родителей С. С. Прокофьева — личного почётного гражданина С. А. Прокофьева с М. Г. Жидковой; поручителями при заключении брака были: по жениху псаломщик В. Тихомиров, по невесте — гоф-фурьер С. В. Инштетов (актовая запись № 3 от 27 апреля). В брачном обыске, предшествовавшем бракосочетанию, фамилия невесты написана как Жидкова (в её характеристике), а в конце обыска — как Житкова.
Любовь к музыке привила мать, часто музицировавшая и исполнявшая преимущественно произведения Бетховена и Шопена. Сергей сначала слушал, а затем стал подсаживаться рядом за инструмент и стучал по клавишам. Мария Григорьевна была хорошей пианисткой и стала первой музыкальной наставницей будущего композитора. Музыкальные способности Сергея проявились в раннем детстве, когда он в пять с половиной лет сочинил первую крохотную пьесу для фортепиано «Индийский галоп». Это сочинение было нотировано Марией Григорьевной, последующие пьесы (рондо, вальсы, и так называемые вундеркиндом «песенки») Серёжа научился записывать самостоятельно. Позже отец начал давать сыну уроки математики, а мать обучала его французскому и немецкому языкам.
В январе 1900 года в Москве Сергей Прокофьев впервые слушал оперы «Фауст» и «Князь Игорь» и был на балете «Спящая красавица», под впечатлением от которых задумал собственное подобное произведение. В июне 1900 года была сочинена опера «Великан». 1901 год ушёл на сочинение второй оперы «На пустынных островах», но был завершён только первый акт. Возможности Марии Григорьевны по дальнейшему музыкальному воспитанию сына исчерпались.
В январе 1902 года в Москве Сергей Прокофьев был представлен С. И. Танееву, которому играл отрывки из оперы «Великан» и увертюру к «Пустынным берегам». Композитор был впечатлён способностями юного музыканта и просил Р. М. Глиэра заниматься с ним теорией композиции. Летом 1902 и 1903 годов Глиэр приезжал в Сонцевку давать уроки Прокофьеву.
Свои детские годы до поступления в консерваторию композитор подробно описал в «Автобиографии» в первой части «Детство».

### Консерватория
С переездом в Петербург начался новый, по словам Прокофьева, петербургский период жизни. При поступлении в Петербургскую консерваторию представил комиссии две папки своих сочинений, содержавших четыре оперы, две сонаты, симфонию и фортепианные пьесы. Эти произведения не входят в список сочинений композитора по опусам.
С 1904 года учился в Петербургской консерватории в классе инструментовки Н. А. Римского-Корсакова, у А. К. Лядова по классу композиции, у Я. Витола — по музыкально-теоретическим дисциплинам, у А. Н. Есиповой — по фортепиано, у Н. Н. Черепнина — по дирижированию. Окончил консерваторию как композитор в 1909 году, как пианист — в 1914 году, когда победил в конкурсе среди пяти лучших учеников выпуска исполнением своего Первого фортепианного концерта, op. 10, был удостоен золотой медали и награждён почётной премией имени А. Г. Рубинштейна — роялем фабрики «Шрёдер». В молодом выпускнике Петербургской консерватории «с начала 1910-х годов многие видели крупного русского композитора». По 1917 год включительно продолжал занятия в консерватории по классу органа.
В годы учёбы в консерватории завязал дружеские отношения с композиторами Николаем Мясковским и Борисом Асафьевым, познакомился с Сергеем Рахманиновым. В апреле 1910 года состоялось знакомство Сергея Прокофьева с Игорем Стравинским. Во время долголетнего соперничества двух композиторов «каждый из них неизбежно соизмерял сделанное с работой и успехами другого».
Становлению исполнительского мастерства способствовало сближение с петербургским кружком «Вечера современной музыки», на концерте которого 18 [31] декабря 1908 года состоялось первое публичное выступление в качестве композитора и пианиста. В рецензии о дебюте были отмечены оригинальность, несомненный талант, творческая фантазия, экстравагантность, необузданная игра фантазии и изобретательность Сергея Прокофьева. Рецензент отнёс молодого автора к «крайнему направлению модернистов», который «заходит в своей смелости и оригинальности гораздо дальше современных французов». По мнению музыковеда И. И. Мартынова, рецензия преувеличивала дерзновения Прокофьева, который в то время не превосходил «современных французов». После первого успеха выступал в качестве солиста, исполняя преимущественно собственные произведения. В 1911 году впервые в России исполнил пьесы А. Шёнберга, op. 11, а в 1913 году выступил на вечере в присутствии К. Дебюсси во время его приезда в Петербург.
Для упрочения реноме композитора Прокофьев ощутил потребность в исполнении и издании своих сочинений, начал налаживать связи с известными дирижёрами, отправил несколько пьес в «Российское музыкальное издательство» и известному нотоиздателю П. И. Юргенсону, но издатели ответили отказом. В 1911 году молодой композитор заручился рекомендательным письмом от А. В. Оссовского, настоял на личной встрече с Юргенсоном, играл ему свои фортепианные сочинения и получил согласие на их публикацию. Первым изданным произведением Прокофьева стала фортепианная соната, ор. 1, выпущенная в 1911 году нотоиздательством «П. Юргенсон». В конце февраля 1913 года Прокофьев познакомился с С. А. Кусевицким, который уже сожалел о том, что сочинения многообещающего композитора публикует Юргенсон. С 1917 года произведения Прокофьева стали выходить в нотоиздательстве «А. Гутхейль», к тому времени принадлежавшем Кусевицкому. Деловые контакты с Кусевицким Прокофьев поддерживал почти четверть века. Почти все сочинения Прокофьева заграничного периода публиковались под марками его фирм «А. Гутхейль» или «Российского музыкального издательства», некоторые оркестровые сочинения Прокофьева впервые были исполнены под его управлением.
Выступления в Петербурге, Москве и концертном зале Павловского вокзала укрепили славу и известность молодого композитора и пианиста. В 1913 году премьера Второго фортепианного концерта вызвала скандал, публика и критики разделились на почитателей и хулителей. В одной из рецензий Прокофьев был назван «фортепианным кубистом и футуристом».
Во время второй поездки за границу в Лондоне в июне 1914 года состоялось знакомство С. С. Прокофьева с С. П. Дягилевым. С того времени началось многолетнее сотрудничество композитора и антрепренёра, продолжавшееся до смерти Дягилева в 1929 году. Для антрепризы Русские балеты Прокофьев создал четыре балета: «Ала и Лоллий», «Шут», «Стальной скок» и «Блудный сын», первый из которых поставлен не был.

### Революция и две войны
После начала Первой мировой войны Прокофьев работал над созданием оперы «Игрок» и балета «Ала и Лоллий». Молодой композитор не подлежал призыву в армию как единственный сын в семье.
Для ознакомления с балетом Дягилев вызвал Прокофьева в Италию, но по различным причинам отказался от постановки «Алы и Лоллия» и сделал композитору новый заказ — балет «Шут» (полное название «Сказка про шута, семерых шутов перешутившего»). 22 февраля (7 марта) 1915 года в Риме состоялось организованное Дягилевым первое заграничное выступление Прокофьева, когда были исполнены Второй фортепианный концерт с оркестром под управлением Бернардино Молинари и несколько пьес для фортепиано.
Материал партитуры первого балета «Ала и Лоллий» был переработан в сочинение для оркестра «Скифская сюита». Для работы над новым заказом Дягилев содействовал сближению Прокофьева со Стравинским. Критики отмечали влияние музыки Стравинского при создании «Скифской сюиты» и балета «Шут». «Скифская сюита» расценивалась Прокофьевым и его ближайшими друзьями Мясковским и Асафьевым «как самое крупное и значительное из написанных им до сих пор оркестровых произведений», «но публика всё же воспринимала её как проявление музыкального экстремизма». Премьера «Скифской сюиты» 16 (29) января 1916 года вызвала ещё более шумный скандал и протесты, чем Второй фортепианный концерт, что было подобно взрыву бомбы. Несмотря на свои достоинства, сюита до сих пор не относится к числу популярных сочинений композитора. Большими сложностями сопровождалась постановка оперы «Игрок», первая редакция которой была завершена в 1916 году, а мировая премьера состоялась во второй редакции в 1929 году.
Не меньшими художественными достоинствами обладают также сочинения малых форм этого периода: цикл фортепианных пьес «Сарказмы», сказка для голоса с фортепиано «Гадкий утёнок», цикл романсов на слова Анны Ахматовой, op. 27, «Мимолётности». Несмотря на ореол славы авангардиста, до выезда из России Прокофьев создал значительные произведения, продолжившие как европейскую, так и русскую классические традиции — Первый скрипичный концерт и посвящённую Б. В. Асафьеву «Классическую симфонию», как пример прозрачно звучащей симфонической партитуры и «антиромантической концепции симфонизма в новых условиях и на русской почве». Тем не менее, отмечая знакомство молодого Шостаковича с музыкой Стравинского и раннего Прокофьева при создании Скерцо Es-dur, соч. 7 (1923—1924), Кшиштоф Мейер упомянул о его первых разногласиях со Штейнбергом: «Педагог хотел видеть в нём продолжателя русской традиции, а не очередного — вслед за Стравинским и Прокофьевым — её разрушителя, композитора с подозрительными модернистскими наклонностями».

### Заграничный период

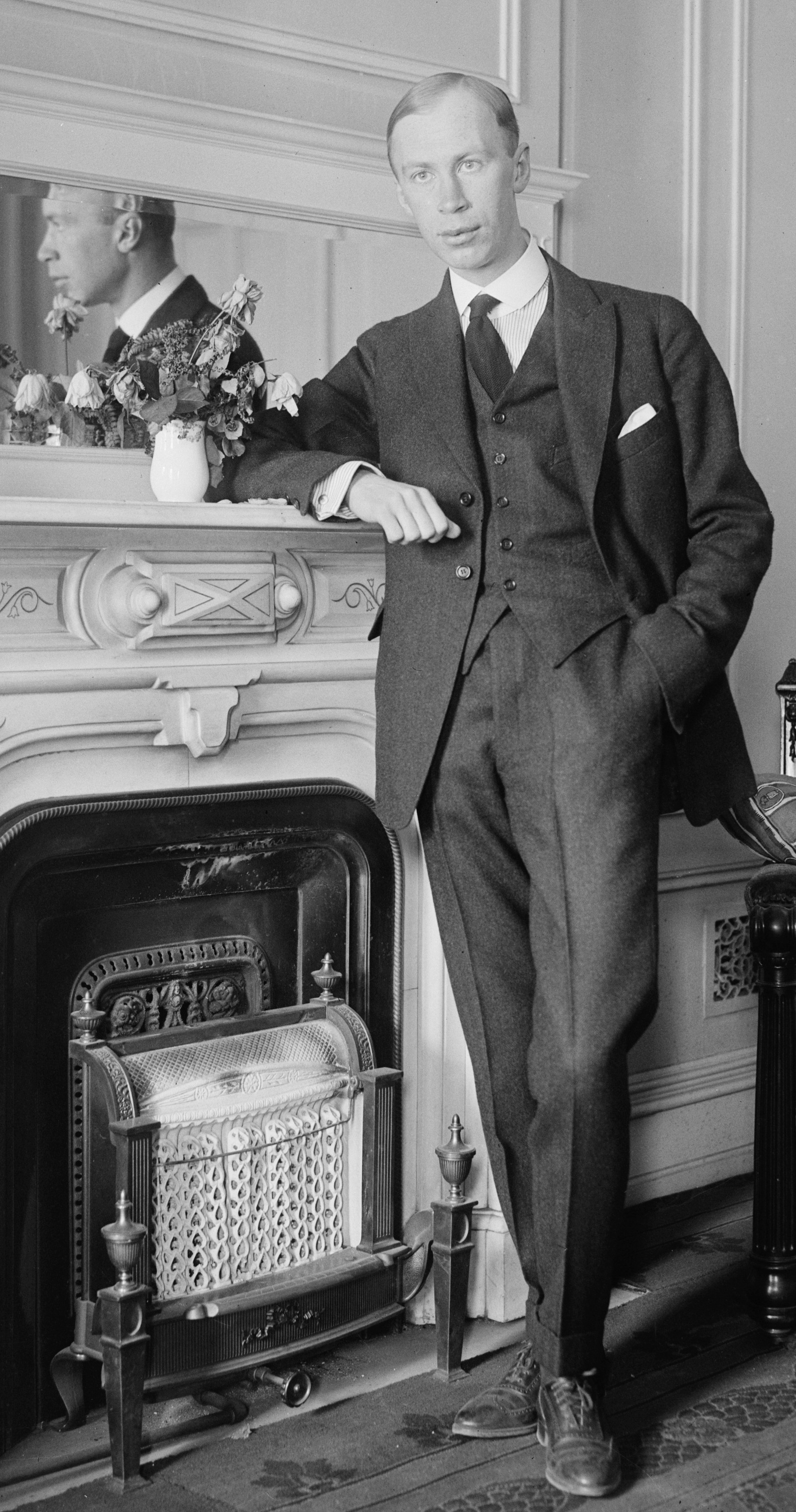
Сергей Прокофьев в 1918 году.

В конце 1917 года Прокофьев задумался об отъезде из России, записав в «Дневнике»:

Ехать в Америку! Конечно! Здесь — закисание, там — жизнь ключом, здесь — резня и дичь, там — культурная жизнь, здесь — жалкие концерты в Кисловодске, там — Нью-Йорк, Чикаго. Колебаний нет. Весной я еду. Лишь бы Америка не чувствовала вражды к сепаратным русским! И вот под этим флагом я встретил Новый год. Неужели он провалит мои желания?— С. С. Прокофьев. Дневник. 1907—1918.
7 мая 1918 года Прокофьев выехал Сибирским экспрессом из Москвы и 1 июня прибыл в Токио. В Японии выступил как пианист с двумя концертами в Токио и одним в Иокогаме, которые, по словам антрепренёра А. Д. Строка, прошли бесславно и принесли мало денег. Два месяца композитор добивался американской визы и 2 августа отплыл в США. 6 сентября Прокофьев прибыл в Нью-Йорк, где осенью 1918 года завершил своё первое сочинение заграничного периода — «Сказки старой бабушки».
После отъезда из Нью-Йорка долгое время, до отъезда на постоянное место жительства в СССР, жил в Париже. Так же в Париже проживал С. А. Кусевицкий, и располагалось его издательство в заграничный период.
В Париже вёл активную переписку с Н. Я. Мясковским, в том числе о деталях своих визитов в СССР и восприятии его музыки на родине. Был знаком со многими французскими композиторами.
Выступал как пианист с Концертом № 3 в Бельгии, Германии, Лондоне.
В Париже продолжилось его сотрудничество с Дягилевым С. П., и проходили премьеры балетов Прокофьева.
Условно, поскольку работа над некоторыми произведениями задумывалась или началась ранее, хронологические рамки заграничного периода Прокофьева определяются с 1918 по 1935 год до его окончательного переезда в Москву в 1936 году. Среди крупных сочинений данного периода создавались и были завершены оперы «Любовь к трём апельсинам» (1919), «Огненный ангел» (1919—1927), балеты «Стальной скок» (1925), «Блудный сын» (1928), «На Днепре» (1930), вторая (1925), третья (1928) и четвёртая (1930) симфонии; третий (1917—1921), четвёртый (1931) и пятый (1932) концерты для фортепиано. Перечень крупных сочинений композитора заграничного периода завершает второй скрипичный концерт (1935).
Во второй половине 1920-х и в первой половине 1930-х годов Прокофьев активно гастролировал в Америке и Европе как пианист (исполнял преимущественно собственные сочинения), изредка также как дирижёр (только собственных сочинений); в 1927, 1929 и 1932 годах — в СССР. В 1927 году выступал в Москве и Ленинграде, в 1929 году кроме Москвы и Ленинграда, на Кавказе (Армения, Грузия).
В 1932 году записал в Лондоне свой Третий концерт (с Лондонским симфоническим оркестром) и в 1935 году в Париже — ряд собственных фортепианных пьес и обработок. Этим исчерпывается наследие Прокофьева-пианиста.
Весной 1925 года Прокофьев сблизился и вскоре подружился с Дукельским, которого ранее встречал в Америке. К этому времени относится записанное в «Дневнике» композитора известное высказывание Дягилева о Прокофьеве как о втором сыне: «У меня, как у Ноя — три сына: Стравинский, Прокофьев и Дукельский. Вы, Серж, извините меня, что вам пришлось оказаться вторым сыном!».
За время продолжительного пребывания Прокофьева за границей истёк срок действия командировочного удостоверения, выданного А. В. Луначарским в 1918 году, и композитор утратил советское гражданство. На основании данного факта, несмотря на то, что Прокофьев выказывал свою аполитичность и не примыкал к Белому движению, композитор причисляется к русской эмиграции первой волны. В 1927 году Прокофьевы получили советские паспорта, необходимые для первой гастрольной поездки по СССР. Саймон Моррисон упоминал о наличии у четы Прокофьевых нансеновских паспортов. В 1929 году в Париже Прокофьев просил выдать себе и супруге новые советские паспорта взамен просроченных без аннулирования нансеновских и записал в «Дневнике» слова генерального консула СССР в Нью-Йорке И. Л. Аренса, предостерегавшего композитора о возможных проблемах с документами: «<…> не мы, конечно, будем вам чинить неприятности, но у вас могут быть затруднения с иностранной полицией, когда узнают, что у вас два паспорта». Игорь Вишневецкий указывал, что Сергей и Лина Прокофьевы сохраняли нансеновские документы до 1938 года, ставшие востребованными для гастролей композитора зимой 1935/36 года в Испании, Португалии, Марокко, Алжире и Тунисе.

### В СССР
В 1936 году Прокофьев с семьёй окончательно переехал в СССР и обосновался в Москве.
В дальнейшем композитор выезжал за границу лишь дважды: в сезонах 1936/37 и 1938/39 годов.
В 1936 году по инициативе Наталии Сац написал для Центрального детского театра симфоническую сказку «Петя и волк» (премьера состоялась 2 мая 1936 года), основное назначение которой дидактическое — демонстрация инструментов симфонического оркестра.
Во время Великой Отечественной войны Прокофьев много работал над балетом «Золушка», 5-й симфонией, сонатами для фортепиано № 7, 8, 9, сонатой для флейты и фортепиано. Согласно Кшиштофу Мейеру, Пятая симфония Прокофьева «вошла в список наиболее выдающихся произведений, тематически связанных с трагедией Второй мировой войны». Важнейшим сочинением военного периода стала опера «Война и мир» по одноимённому роману Льва Толстого. Прокофьев написал музыку к фильмам «Александр Невский» (1938) и «Иван Грозный» (в двух сериях, 1944—1945).
В феврале 1948 года вышло постановление ЦК ВКП(б) «Об опере „Великая дружба“ В. Мурадели», в котором передовые советские композиторы (Прокофьев, Шостакович, Мясковский, Попов, Шебалин, Хачатурян) были подвергнуты резкой критике за «формализм». Ряд сочинений Прокофьева секретным приказом Комитета по делам искусств был запрещён к исполнению. 16 марта 1949 года по личному распоряжению Сталина этот секретный приказ был отменён, а официальная пресса стала оценивать действия Комитета 1948 года как «некоторые перегибы».
По следам постановления с 19 по 25 апреля 1948 года прошёл Первый съезд Союза композиторов СССР, где основными гонителями Прокофьева выступили его прежний близкий друг Б. В. Асафьев, молодой композитор и секретарь СК СССР Т. Н. Хренников, а серым кардиналом «непримиримой борьбы с формализмом» был музыковед Б. М. Ярустовский. В обширном докладе Хренникова на съезде критике подверглись многие сочинения Прокофьева, в том числе, его 6-я симфония (1946) и опера «Повесть о настоящем человеке». Если 6-я симфония со временем получила признание прокофьевского шедевра, то «Повесть о настоящем человеке», опера нестандартная и экспериментальная, остаётся недооценённой.
С 1949 года Прокофьев почти не выезжал с дачи, но даже при строжайшем медицинском режиме писал сонату для виолончели и фортепиано, балет «Сказ о каменном цветке», симфонию-концерт для виолончели с оркестром, ораторию «На страже мира» и многое другое. Последним сочинением, которое довелось композитору услышать в концертном зале, стала Седьмая симфония (1952). В конце фильма «Сергей Прокофьев. Сюита жизни. Opus 2» (1991) Евгений Светланов отметил, что Прокофьев ещё при жизни стал настоящим классиком, как Гайдн и Моцарт. Композитор работал в день своей смерти, о чём свидетельствует запись даты и времени на рукописи с завершением дуэта Катерины и Данилы из балета «Каменный цветок».
Прокофьев скончался в Москве в коммунальной квартире в Камергерском переулке от гипертонического криза 5 марта 1953 года. Так как он умер в день смерти Сталина, его кончина осталась почти незамеченной, а близкие и коллеги композитора столкнулись в организации похорон с большими трудностями. Он был похоронен в Москве на Новодевичьем кладбище (участок № 3, ряд 47, место 11). В память о композиторе на доме в Камергерском переулке установлена мемориальная доска (скульптор М. Л. Петрова).
11 декабря 2016 года в Москве в Камергерском переулке на открытии памятника композитору, приуроченном к 125-летию со дня его рождения, Валерий Гергиев сказал, что в наши дни Прокофьев воспринимается, как Чайковский, является Моцартом XX века: «Не было таких мелодистов, как Прокофьев, в 20 столетии. Ещё не скоро на земле появятся композиторы, равные дарованию Сергея Сергеевича».

## Творчество

### Музыкальное наследие
Прокофьев вошёл в историю как новатор музыкального языка. Своеобразие его стиля наиболее заметно в области гармонии. При том, что Прокофьев остался приверженцем расширенной мажорно-минорной тональности и не разделил радикализма нововенской школы, «прокофьевский» стиль гармонии безошибочно опознаётся на слух. Специфика гармонии Прокофьева складывалась уже в ходе ранних экспериментов: в «Сарказмах» (1914, op. 17 № 5), например, он использовал диссонирующий аккорд в функции тоники и переменный метр (по словам самого автора, образ «злого смеха»), в окончании фортепианной пьесы «Наваждение» (op. 4 № 4) — хроматический кластер (cis/d/dis/e), объединяющий звуки (звуковысоты) обыгрываемой «навязчивой» фразы. На протяжении всей жизни Прокофьев применял особую форму доминанты, позже получившую название «прокофьевской», в основном виде и в разновидностях. Для прокофьевской новой тональности также характерны линеарные аккорды (например, в первой «Мимолётности»), которые объясняются не акустическим родством сопрягаемых созвучий, а являются следствием специфической для композитора разнотемной полифонии.
Узнаваема и специфическая ритмика Прокофьева, особенно ярко проявляющаяся в его фортепианных сочинениях, таких как Токката op. 11, «Наваждение», Седьмая соната (с финалом, в основу разработки которого положено ритмическое остинато на 7/8) и др. Не менее узнаваема и «антиромантическая» особенность ритмики — знаменитая прокофьевская «моторность», характерная для фортепианных сочинений досоветского периода (Скерцо из Второго фортепианного концерта, Аллегро из Третьего фортепианного концерта, Токката и др.). Исполнение таких «моторных» сочинений требует от пианиста безупречной ритмической дисциплины, высокой концентрации внимания, технического мастерства.
Своеобразие стиля Прокофьева проявляется и в оркестровке. Для некоторых его сочинений характерны сверхмощные звучания, основанные на диссонирующих медных духовых и сложных полифонических узорах струнной группы. Это особенно чувствуется во 2-й (1924) и 3-й (1928) симфониях, а также в операх «Игрок», «Огненный ангел» и «Любовь к трём апельсинам».
Новаторство Прокофьева не всегда находило понимание у публики. С самого начала музыкальной карьеры и на всём её протяжении Прокофьева критики не скупились на негативные отзывы. В первые десятилетия XX века в этом преуспел Л. Л. Сабанеев, написавший разгромную рецензию на несостоявшийся концерт. Во время премьеры «Скифской сюиты» (Петербург, 1916) ошеломляющая стихийная сила музыки повергла слушателя «в жуть и трепет» (В. Г. Каратыгин), часть слушателей покинула зал, в том числе и тогдашний директор консерватории, композитор А. К. Глазунов.
Особенно не повезло мелодиям, которые критики Прокофьева находили «нестерпимо банальными», в то время как дело обстояло ровно наоборот. Так, в сочинениях Прокофьева практически невозможно найти типичные для романтиков секвенции, которые в «антиромантической» эстетике композитора олицетворяли банальность. Хрестоматийные образцы лирической мелодики Прокофьева — вторая тема из финала Третьего фортепианного концерта (Cis-dur / cis-moll, ц.110 и дальше), Вальс новогоднего бала из оперы «Война и мир» (h-moll; включён в оркестровую сюиту «Вальсы», op. 110), побочная партия из I ч. Седьмой симфонии (F-dur, начиная с т.5 после ц.4), комплекс коротких тем, связанных с лирической характеристикой Джульетты (в балете «Ромео и Джульетта») и др. В мелодике Прокофьев редко пользовался подлинными народными прототипами и в случае, когда надо было представить мелодию в русской стилистике, принципиально сочинял «русские мелодии» сам. Например, для создания колорита городского романса в музыке к кинофильму «Поручик Киже» Прокофьев взял текст популярнейшей российской песни «Стонет сизый голубочек», но при этом не заимствовал общеизвестную мелодию, а придумал собственную — не менее яркую и запоминающуюся. Все темы в кантате «Александр Невский» также оригинальны, не основаны на каких-либо «народных» заимствованиях. Вместе с тем, при написании Увертюры на еврейские темы, op. 34, композитор без колебаний воспользовался мелодиями восточноевропейских евреев, предоставленными кларнетистом С. Бейлизоном. Темы для Второго струнного квартета (так называемого Кабардинского) Прокофьев заимствовал из музыки народов Северного Кавказа.
Прокофьев трепетно относился к собственной музыке, при возможности использовал свои находки неоднократно. При повторном использовании степень изменения исходного материала варьировалась от простой перемены исполнительского состава (например, фортепианное переложение Марша из оперы «Любовь к трём апельсинам») и переоркестровки (Разъезд гостей из «Ромео и Джульетты» — слегка видоизменённый Гавот из написанной 20 годами раньше «Классической симфонии») до глубокой переработки партий и «дописывания» новой музыки (как в случае с Первым виолончельным концертом [1938], после глубокой переработки воплотившимся в Симфонию-концерт для виолончели с оркестром [1952]). Причиной повторного использования зачастую становился неуспех или «холодный приём» премьерного исполнения, который композитор воспринимал как собственную недоработку качественного в своей основе материала. Так, музыкальный материал оперы «Огненный ангел» вошёл в Третью симфонию, балета «Блудный сын» — в Четвёртую симфонию. Зачастую Прокофьев из музыки балетов и опер составлял оркестровые и/или фортепианные сюиты небольшой протяжённости, музыка которых (как сюиты из «Ромео и Джульетты», «Шута», «Трёх апельсинов», «Семёна Котко», «Золушки» и т. д.) после такого сокращения действительно становилась репертуарной.

### Литературное наследие
Прокофьев обладал незаурядными литературными способностями, которые проявили себя в «Автобиографии», «Дневнике», рассказах, оперных либретто, на основании чего композитор характеризован как музыкальный писатель. Литературное наследие Прокофьева свидетельствует о свойственных творческой натуре композитора оптимизме, остроумии, блестящем чувстве юмора.
«Автобиография», охватывающая период жизни от рождения до 1909 года, представляет собой, несмотря на скромный заголовок, вполне законченное литературное произведение. Прокофьев тщательно работал над текстом в течение 15 лет. Первая часть книги «Детство» была закончена в 1939 году, вторая часть «Консерватория» создавалась с 1945 по 1950 год с перерывом в 1947—1948 годах. В «Краткой автобиографии», завершённой в 1941 году, жизнеописание охватывает период от рождения до 1936 года. В этом литературном труде Прокофьева три главы: «Юные годы», «По окончании консерватории», «Годы пребывания за границей и после возвращения на родину».
В «Дневнике», который Прокофьев вёл с начала сентября 1907 года по июнь 1933 года, представлен богатый материал для исследования жизни и творчества композитора. В 2002 году Святослав Прокофьев писал: «Дневник Прокофьева — это уникальное произведение, которое имеет полное право получить свой номер опуса в его каталоге».
Особняком стоит уникальный проект «Деревянная книга» — альбом с обложкой из двух дощечек, заказанный Прокофьевым в 1916 году. С 1916 по 1921 год известные деятели культуры, «лучшие представители практически всех направлений в искусстве начала XX века», записывали в альбоме свои ответы на единственный вопрос: «Что вы думаете о солнце?». В «Деревянной книге» из общего числа 48 знаменитостей в частности оставили автографы Бальмонт, Маяковский, Шаляпин, Стравинский, Анна Достоевская, Петров-Водкин, Бурлюк, Ремизов, Пришвин, Алехин, Хосе Рауль Капабланка, Ларионов, Гончарова, Артур Рубинштейн, Рейнгольд Глиэр, Михаил Фокин.

## Личность
Со времени учёбы в консерватории Прокофьев стремился быть в центре внимания и часто демонстрировал свою эпатажность. Современники отмечали, что необычным был даже внешний вид Прокофьева, позволявшего себе яркие, броские цвета и сочетания в одежде. Сохранившиеся фотографии свидетельствуют об элегантности композитора и умении одеваться со вкусом.
По воспоминаниям Святослава Рихтера, Прокофьев был человеком, который не очень-то придерживался принципов: он вполне мог написать музыку по официальному заказу, например «Здравицу» — заказанную ему к очередному юбилею Сталина хвалебную оду. «Он делал это даже с каким-то нахальством, какой-то благородной аморальностью: „Сталин? Какой Сталин? Ну да! А почему бы и нет? Я всё умею, даже такое“. Речь шла о том, чтобы сочинять музыку, а делать это он умел…». По словам Рихтера, композитор был крепким, полным здоровья человеком, который знал себе цену и мог говорить в лицо неприятные вещи: «Вполне мог швырнуть человека о стену. Как-то ученик играл ему Третий концерт, а за вторым фортепиано ему аккомпанировал его педагог. Вдруг композитор вскочил на ноги и схватил педагога за шиворот с воплем: „Осёл! Даже играть не выучился! Пошёл вон из класса!“ И это профессору консерватории! Он был резок и составлял совершенную противоположность Шостаковичу, который всегда бормотал: „Извините, та-та-та…“».
В 1954 году Шостакович писал: «Дисциплина труда у С. С. Прокофьева действительно была поразительная, и, что было для многих непостижимо, он одновременно работал над несколькими произведениями». Кроме занятий музыкой композитор испытывал большой интерес к шахматам и литературе. Обладая даром богатого воображения, Прокофьев с юности привык переключать интеллектуальную деятельность с сочинения музыки на решение шахматных задач или литературное творчество. Во время русско-японской войны внимание молодого музыканта приковывал морской флот, а Большой зал Петербургской консерватории представлялся морским доком, «в который будет сейчас введён крейсер для починки». Приблизительно в то же время Прокофьев написал окончание поэмы «Граф». Если бы Прокофьев не стал композитором, у него было достаточно много оснований для того, чтобы стать литератором, а с шахматами он не расставался с раннего детства до последних лет жизни.

### Шахматы
Культ точности, который Прокофьев исповедовал с детства и до конца жизни, нашёл выражение в его увлечении шахматами. В «Автобиографии» композитора приводится первая из сохранившихся авторских рукописей детских музыкальных сочинений, сделанная в 1898 году, на обороте которой записано положение незаконченной шахматной партии. Там же Прокофьев гордо описывает ничью с Эмануилом Ласкером в 1909 году в Петербурге и приводит запись партии Ласкер — Прокофьев 1933 года в Париже, которую проиграл.
Прокофьев был довольно сильным шахматистом, большой интерес общественности вызвал его матч с Давидом Ойстрахом в Москве в 1937 году, выигранный скрипачом с минимальным перевесом 4:3. М. М. Ботвинник, который был близко знаком с композитором, отмечал: «Был ли Прокофьев сильным игроком? Да нет, королевский гамбит, жертвы, всё вперёд, поэтому Ойстрах легко у него выигрывал. Ойстрах имел выжидательный стиль — главное, ошибок не делать». Эдвард Уинтер (Edward Winter) перечисляет некоторые встречи Прокофьева за доской с известными шахматистами:
- в мае 1914 года при сеансах одновременной игры в Санкт-Петербурге с Хосе Раулем Капабланкой, композитор победил в одной партии[111] и две проиграл;
- в феврале 1922 года в сеансе одновременной игры в Нью-Йорке с Капабланкой;
- в 1918 и 1931 году с Михаилом Эльманом;
- зимой 1921/22 года в Чикаго с Эдуардом Ласкером;
- в 1933 году в Париже с Савелием Тартаковером;
- 9 ноября 1937 года на шахматном матче в Москве с Давидом Ойстрахом[112].

Известны афоризмы композитора «Шахматы для меня — это особый мир, мир борьбы планов и страстей» и «Шахматы — это музыка мысли». Новаторство было свойственно творческой натуре Прокофьева с ранних лет, когда в январе 1905 года юноша «носился с мыслью перенести шахматы с квадратной доски на шестиугольную, у которой были бы шестиугольные же поля». Несмотря на то, что «изобретение не было додумано до конца», так как движения ладьи и слона были неожиданно похожими, а «ход пешки совсем неясен», впоследствии замысел воплотился в создании «девятерных шахмат» с доской на 24х24 поля и правил игры с задействованием девяти комплектов фигур.

### Взаимоотношения с другими композиторами
Д. Б. Кабалевский писал, что столь различные и непохожие замечательные музыканты нашего времени Н. Я. Мясковский и С. С. Прокофьев были связаны глубокой и длительной дружбой.
Также значительно различались музыкальные стили С. В. Рахманинова и С. С. Прокофьева. В документальном фильме «Гении. Сергей Прокофьев» 2003 года об отношениях двух композиторов Святослав Прокофьев высказался следующим образом: «У них были вполне корректные отношения, но они не любили каждый взаимно музыку другого. И что смешно, оба друг к другу относились с лёгкой снисходительностью». Прокофьев записал на грампластинку Прелюдию № 5, соч. 23 g-moll Рахманинова.
Игорь Стравинский и Сергей Прокофьев всегда выступали как соперники, что подтверждается словами Святослава Прокофьева. В том же фильме музыковед Виктор Варунц отметил, что Прокофьева задевало признание творчества Стравинского всей Европой, чего Прокофьеву достичь не удалось.
Во Франции близкие отношения у него установились с Франсисом Пуленком, которого И. В. Нестьев охарактеризовал как «наиболее преданного ему из всех французских друзей». Сам Пуленк отмечал: «Моя дружба с Прокофьевым была основана на двух началах. на любви каждого из нас к роялю — я много играл с ним, разучивал вместе с ним его фортепианные концерты, и на том, что ничего общего не имеет с музыкой,— приверженности к бриджу». Отдавая должное изобретательности, реже мастерству композиторов группы «Шестёрки» (les Six), Прокофьев осуждал их поверхностность, порой неразборчивость и эклектизм. В письме от 4 августа 1925 года к Мясковскому он с насмешкой вспоминал о «всякой германо-французской мертвечине, которой немало душили этой весной».
Отношение Прокофьева к Шостаковичу в целом было скептическим, особенно в довоенный период, что подтверждают некоторые резкие отзывы Прокофьева о его музыке. Один из таких случаев приводил Д. Б. Кабалевский: «После первого исполнения Фортепианного квинтета Шостаковича Прокофьев в присутствии автора резко раскритиковал это, явно не понравившееся ему произведение и, заодно, обрушился на всех, кто его хвалил». Шостакович внимательно следил за творчеством старшего коллеги, через год после смерти которого высоко оценил его вклад в сокровищницу русского музыкального искусства: «Гениальный композитор, он развил творческое наследие, оставленное нам великими корифеями русской музыкальной классики — Глинкой, Мусоргским, Чайковским, Бородиным, Римским-Корсаковым и Рахманиновым».
Мстислав Ростропович три года учился у Шостаковича в классе инструментовки, затем тесно сотрудничал с Прокофьевым над созданием Симфонии-концерта для виолончели, op. 125. Рассказывая о «волшебной цепочке» композиторов в своей творческой судьбе, виолончелист отметил, что Шостакович работал над Концертом для виолончели с оркестром № 1 Es-dur, op. 107 (1959), «вдохновлённый, как оказалось, музыкой Прокофьева в моём исполнении». Кшиштоф Мейер отметил, что этот инструментальный концерт знаменовал выход Шостаковича из кризиса и несомненно явился новым словом в его творчестве: «По его скромному признанию, он писал под впечатлением Симфонии-концерта Прокофьева, намереваясь попробовать силы в этом новом для себя жанре».

### Христианская наука
В начале июня 1924 года Сергей и Лина Прокофьевы узнали о чудесных исцелениях, совершаемых адептами Христианской науки. Супруга композитора решила обратиться к целительнице, чтобы поправить своё состояние после родов. Прокофьев также прибег к помощи приверженцев Христианской науки, так как его самого беспокоили сердце и головные боли. Впоследствии, как писал Прокофьев в «Дневнике», методы Христианской науки помогали ему и жене избавляться от страха перед выступлениями. В дальнейшем чтение книги Мэри Бейкер-Эдди «Наука и здоровье» (Science and Health) способствовало становлению собственного отношения Прокофьева к Богу, человеку, к понятиям о добре и зле.
По мнению Н. П. Савкиной, увлечение Прокофьева Христианской наукой было значительным и, в частности, объясняет его окончательное решение вернуться в СССР. О роли учения М. Бэйкер Эдди в жизни Прокофьева Савкина писала: «Можно разделять религиозные взгляды композитора или считать их наивными, соглашаться с положениями Христианской науки или, подобно Марку Твену и Стефану Цвейгу, иронизировать над ними. Однако глубочайшего уважения заслуживает постоянная духовная работа композитора, его неустанное стремление к самосовершенствованию. Он сделал свой выбор и взял на себя ответственность за него».
Согласно И. Г. Вишневецкому, Прокофьев выбрал духовную практику Христианской науки в потребности объяснения устройства мира высшим гармоническим замыслом, определения ясного и чистого пути.
Несмотря на то, что до публикации «Дневника» в 2002 году биографы, возможно исключая Н. П. Савкину, не обладали данными об использовании композитором методик движения М. Бэйкер Эдди, некоторым музыкантам, в частности И. Г. Соколову, о влиянии Христианской науки на личность Прокофьева было известно ещё в советское время. Более полная оценка личности Прокофьева может быть сделана исследователями после 2053 года, когда по завещанию композитора будет открыт доступ ко всем его архивам.

## Рецепция

### Оценки и место в культуре
Прокофьев причисляется к одним из самых исполняемых авторов XX века.
Высокую оценку творчества С. С. Прокофьева дал Д. Д. Шостакович: «Я счастлив и горд, что мне выпало счастье быть свидетелем блистательного расцвета гения Прокофьева… Никогда не устану вслушиваться в его музыку, изучать его драгоценный опыт».
Прокофьев был выдающимся дирижёром и пианистом. Генрих Нейгауз писал про Прокофьева исполнителя: «Его техническое мастерство было феноменально, непогрешимо, а ведь его фортепьянное творчество ставит перед исполнителем задачу почти „трансцендентной“ трудности». Ф. Пуленк также отмечал его как выдающегося пианиста: «Игра Прокофьева!!! Это было прекрасно! Я восхищался игрой Прокофьева. Она немного напоминала игру Альфреда Казеллы. Рука вплотную к клавиатуре, необыкновенно сильная, твердая кисть, дивное стаккато…».
Альфред Шнитке высказывался о Прокофьеве как об одном из величайших композиторов в русской музыкальной истории, приводил «пару» Прокофьев и Шостакович как пример конкуренции двух начал в истории музыки. По мнению Шнитке оба композитора принадлежали к русской музыкальной культуре: «Это несомненно, и для меня Шостакович никак не менее русский композитор, чем Прокофьев, который внешне несёт гораздо больше признаков русской музыки». Известно сочинение Шнитке «Посвящение Игорю Стравинскому, Сергею Прокофьеву, Дмитрию Шостаковичу» для фортепиано в 6 рук 1979 года.
Похожую оценку дал Геннадий Рождественский, для которого музыка Шостаковича, Прокофьева и Стравинского представляет русское явление: «И именно потому русское, что — интернациональное».
Композитор Татьяна Смирнова (1940—2018) написала «Концерт-симфонию» для виолончели и камерного оркестра, ор.65,как романтическое послание Сергею Сергеевичу Прокофьеву. В 2010 г. в Московской консерватории им. П. И. Чайковского вышел компакт диск «Романтические послания» с этим сочинением.
2016 год был объявлен в России Годом Прокофьева.

### Использование музыки и плагиат
На Западе музыку Прокофьева иногда используют как фоновую в описании русского уклада и, шире, для символического воплощения «русской души». В таком смысле применили музыку Прокофьева к кинофильму «Поручик Киже» американский кинорежиссёр Вуди Аллен («Любовь и смерть», 1975) и английский рок-музыкант Стинг в своей песне «Русские» («Russians», 1985). Точно так же используется и «Танец рыцарей» из «Ромео и Джульетты» в песне Робби Уильямса Party Like a Russian.
Режиссёр фильма «Конан-варвар» просил композитора при создании лейтмотива главного героя писать музыку стилистически близкую к «Але и Лоллию», скифской сюите, соч. 20.
В фильме «Прокофьев наш» 2016 года американский музыковед Саймон Моррисон заявил о своей уверенности в том, что повторяющиеся в фильме «Аватар» несколько фрагментов из сюиты Прокофьева «Поручик Киже» свидетельствуют не о совпадении, а о 100 % плагиате единственного в XX веке гения, что касается мелодии в музыке.
Вряд ли соседство среди упомянутых персон было бы положительно воспринято и польстило бы композитору, с детства решившему сочинять только серьёзную музыку. Отмечая наличие двух разных профессий — «композитора» (англ. composer) и «голливудского композитора» (англ. Hollywood-composer) — Шнитке высказался о работе Прокофьева в кинематографе следующими словами: «На современном Западе ни один приличный, уважающий себя композитор в кино не работает. Кино не может не диктовать композитору своих условий. Случай с С. Эйзенштейном и С. Прокофьевым — единственный, может быть, есть ещё отдельные исключения. Но уже Д. Шостакович подчинялся диктату режиссёра. Тут ничего не сделаешь — это не диктат злого режиссёра, а специфика жанра».
Музыка С. С. Прокофьева использовалась в постановках музыкального театра, в частности:
- «Русский солдат» — одноактный балет М. М. Фокина на музыку сюиты «Поручик Киже», премьера 23 января 1942 года в Бостоне;
- «Скифская сюита (Ала и Лоллий)» — одноактный балет Г. Д. Алексидзе, премьера 6 июля 1969 года в Театре имени С. М. Кирова[138];
- «Иван Грозный» — двухактный балет хореографа Ю. Н. Григоровича на музыку композитора к одноимённому кинофильму С. М. Эйзенштейна в редакции М. И. Чулаки, первый показ 20 февраля 1975 года в Большом театре в Москве в сценографии С. Б. Вирсаладзе[139];
- «Скрипичный концерт № 2» — одноактный балет балетмейстера Антона Пимонова на музыку одноимённого сочинения композитора; премьера состоялась 4 июля 2016 года в Мариинском театре Санкт-Петербурга, сценография Анастасии Травкиной и Сергея Жданова, костюмы Арины Богдановой[140].

## Семья
В 1919 году Прокофьев познакомился с испанской (каталонской) камерной певицей Линой Коди́ной, в 1923 году в немецком городе Этталь женился на ней, при этом супруга взяла фамилию мужа. В 1936 году Прокофьев с женой и сыновьями Святославом и Олегом окончательно переехал в СССР и обосновался в Москве.
В 1938 году Прокофьев познакомился со студенткой Литературного института Мирой Александровной Мендельсон, которая вызвалась помогать ему с переводом Шеридана и подготовкой либретто оперы «Обручение в монастыре». Общение переросло рамки творческого содружества композитора и либреттиста, и с марта 1941 года Прокофьев стал жить с Мендельсон отдельно от семьи. Через несколько лет советское правительство объявило заключённые за пределами СССР браки с иностранцами, которые не были заверены в консульствах, недействительными. 15 января 1948 года Прокофьев официально оформил брак с Мирой Мендельсон без оформления развода с Линой Прокофьевой (согласно С. Моррисону, 13 января). Впоследствии в результате судебного разбирательства оба брака были признаны действительными, и, согласно высказываниям сына композитора Святослава и В. Н. Чемберджи, относительно этого случая в советской юридической практике употреблялся термин «казус Прокофьева». 20 февраля 1948 года Лина Прокофьева была арестована, провела 9 месяцев на Лубянке и в Лефортово, осуждена по 58-й статье и приговорена к 20 годам лагерей строгого режима; реабилитирована только после смерти Прокофьева — в 1956 году. В годы заключения матери дети Прокофьева не были приняты в семью молодожёнами и по большей части остались предоставлены сами себе.
- Первая жена — Лина Ивановна Прокофьева (Лина Любера, 1897—1989).
  - Сын — Святослав Сергеевич Прокофьев (1924—2010).
    - Внук — Сергей Святославович Прокофьев (род. 1954)[К 13].

  - Сын — Олег Сергеевич Прокофьев (1928—1998).
    - Внук — Сергей Олегович Прокофьев (1954—2014).
    - Внук — Габриэль Прокофьев (род. 1975).
- Вторая жена — Мира Александровна Мендельсон (Мендельсон-Прокофьева, 1915—1968)[147].

## Произведения

### Оперы
- «Маддалена» (одноактная), ор. 13 (1913).
- «Игрок» (по Ф. М. Достоевскому, премьера во 2-й ред., на франц. яз., 1929, Брюссель).
- «Любовь к трём апельсинам» (по К. Гоцци, 1921, Чикаго; 1926, Ленинград)
- «Огненный ангел» (по В. Я. Брюсову, фрагменты в концертном исполнении 1928, Париж; мировая премьера (на итал. яз.) 1955, Венеция).
- «Семён Котко» (по В. П. Катаеву, 1940, Москва).
- «Обручение в монастыре», др. назв. «Дуэнья» (по Р. Шеридану, 1946, Ленинград).
- «Война и мир» (по Л. Н. Толстому), 1943; окончательная редакция 1952; 1946, Ленинград; 1955, там же; 2012, Москва).
- «Повесть о настоящем человеке» (по Б. Н. Полевому, закрытое исполнение на репетиции 1948, Ленинград; спектакль в редакции М. Эрмлера и Г. Рождественского 1960, Москва; концертное исполнение (с купюрами) под управлением В. Гергиева 2002, Роттердам; мировая премьера полной версии оперы под руководством А. Лубченко 2015, Владивосток).

### Балеты
- «Сказка про шута, семерых шутов перешутившего» (1921, Париж).
- «Трапеция» (1925, Гота), на музыку Квинтета для гобоя, кларнета, скрипки, альта и контрабаса g-moll, op. 39, с добавлением 2-х дополнительных частей.
- «Стальной скок» (1927, Париж).
- «Блудный сын» (1929, Париж).
- «На Днепре» (1932, Парижская опера).
- «Ромео и Джульетта» (по У. Шекспиру; 1938, Брно, на музыку первой и второй сюит; премьера полной версии — 1940, Ленинград).
- «Золушка» (1945, Москва).
- «Сказ о каменном цветке» (по П. П. Бажову; 1954, Москва).

### Для хора и солистов с оркестром
- «Семеро их», кантата. Оригинальный подзаголовок Прокофьева: «Халдейское заклинание для солиста, хора и оркестра» (слова К. Д. Бальмонта в переделке Прокофьева, 1917—1918).
- Кантата к 20-летию Октября. На тексты К. Маркса, Ф. Энгельса, В. И. Ленина, И. Сталина (1936—1937).
- «Александр Невский», кантата (слова Прокофьева и В. А. Луговского, 1939)[148].
- «Здравица», кантата к 60-летию Сталина (слова «народные», 1939).
- «Расцветай, могучий край!», кантата для хора и оркестра.
- «Баллада о мальчике, оставшемся неизвестным», кантата для хора, солистов и оркестра на слова П. Антокольского
- «Зимний костёр», сюита для оркестра и детского хора (слова С. Я. Маршака, 1949).
- «Песни наших дней», кантата для солистов и оркестра.
- «На страже мира», оратория (слова С. Я. Маршака, 1950).

### Для оркестра
- Симфония № 1.
- Симфония № 2.
- Симфония № 3.
- Симфония № 4.
- Симфония № 5.
- Симфония № 6.
- Симфония № 7.
- «Ала и Лоллий» («Скифская сюита», 1915).
- «Петя и волк» (авторский подзаголовок: Симфоническая сказка для детей; 1936).
- Пушкинские вальсы, op. 120 (1949).
- Три сюиты на музыку балета «Ромео и Джульетта» (1936, 1936, 1946).

### Музыка к кинофильмам
- «Поручик Киже» (1934).
- «Пиковая дама» (1936; фильм сгорел при пожаре «Мосфильма»).
- «Александр Невский» (1938).
- «Партизаны в степях Украины» (1941).
- «Котовский» (1942).
- «Тоня» (из киносборника «Наши девушки», 1942).
- «Лермонтов» (1943; совместно с В. Пушковым).
- «Иван Грозный» (1945; включает популярное многолетие в партесном стиле).

### Для инструмента с оркестром
- Для фортепиано с оркестром:

концерт № 1 для фортепиано с оркестром Des-dur, op. 10 (1912);
концерт № 2 для фортепиано с оркестром g-moll, op. 16 (1913; 2-я редакция, 1923);
концерт № 3 для фортепиано с оркестром C-dur, op. 26 (1921);
концерт № 4 для фортепиано с оркестром B-dur, op. 53 (1931; для левой руки);
концерт № 5 для фортепиано с оркестром G-dur, op. 55 (1932).
- Для скрипки с оркестром:

концерт № 1 для скрипки с оркестром D-dur, op. 19 (1917);
концерт № 2 для скрипки с оркестром g-moll, op. 63 (1935).
- Для виолончели с оркестром:

концерт для виолончели с оркестром, op. 58 (1938);
симфония-концерт для виолончели с оркестром, op. 125 (1952).

### Для инструментального ансамбля
- Увертюра на еврейские темы c-moll, op. 34 (1919).
- Квинтет для гобоя, кларнета, скрипки, альта и контрабаса g-moll, op. 39 (1924).
- Две сонаты для скрипки и фортепиано (Вторая — переложение Сонаты для флейты и фортепиано).
- Соната для скрипки соло.
- Соната для двух скрипок (1932).
- Соната для виолончели и фортепиано.
- Соната для флейты.
- Два струнных квартета (№ 1 и № 2).

### Для фортепиано
- Соната № 1 фа минор — ор. 1 (1907—1909).
- 4 этюда для фортепиано — ор. 2 (1909).
- 4 пьесы для фортепиано — ор. 3 (1907—1908).
- 4 пьесы для фортепиано — ор. 4 (1908).
- Токката ре минор — ор. 11 (1912).
- 10 пьес для фортепиано — ор. 12 (1906—1913).
- Соната № 2 ре минор — ор. 14 (1912).
- «Сарказмы» — ор. 17 (1912—1914; премьера 1916).
- «Мимолётности» — ор. 22 (1915—1917).
- Соната № 3 ля минор — ор. 28 (1907—1917).
- Соната № 4 до минор — ор. 29 (1908—1917).
- «Сказки старой бабушки» — ор. 31 (1918).
- 4 пьесы для фортепиано — ор. 32 (1918).
- Соната № 5 до мажор — ор. 38 (1923).
- Дивертисмент — ор. 43b (1938).
- 6 транскрипций для фортепиано — ор. 52 (1930—1931).
- 2 сонатины для фортепиано — ор. 54 (1931—1932).
- 3 пьесы для фортепиано — ор. 59 (1933—1934).
- «Музыка для детей» — ор. 65 (1935).
- «Ромео и Джульетта». 10 пьес для фортепиано — ор. 75 (1937).
- Соната № 6 ля мажор — ор. 82 (1939—1940).
- Соната № 7 си бемоль мажор — ор. 83 (1939—1942).
- Соната № 8 си бемоль мажор — ор. 84 (1939—1944).
- 3 пьесы для фортепиано — ор. 96 (1941—1942).
- «Золушка» — 10 пьес для фортепиано — ор. 97 (1943).
- «Золушка» — 6 пьес для фортепиано — ор. 102 (1944).
- Соната № 9 до мажор — ор. 103 (1947).

Также: романсы, песни; музыка к спектаклям драматического театра и кинофильмам.

### Неоконченные сочинения
- «Великан» (сохранилось 12 нотных страниц в клавире; ныне исполняется в реконструкции и оркестровке С. Сапожникова[149].
- «На пустынных островах» (1901—1903, написаны Увертюра и Акт 1 в трёх картинах).
- Концерт № 6 для двух фортепиано с оркестром.
- Концертино для виолончели с оркестром (1952, финал дописан М. Ростроповичем, инструментовку выполнил Д. Кабалевский)
- Опера «Далёкие моря» по В. А. Дыховичному (сохранилась первая картина, написанная летом 1948; концертное исполнение: 2009, Москва).
- Соната для виолончели соло, op. 133.

### Литературные сочинения
- Краткая автобиография // С. С. Прокофьев. Материалы, документы, воспоминания. Сост., ред., примеч. и вступ. статьи С. И. Шлифштейна. 2-е изд. М., 1961, с. 131—196.
- Автобиография // С. С. Прокофьев. Материалы, документы, воспоминания. Сост., ред., примеч. и вступ. статьи С. И. Шлифштейна. 2-е изд. М., 1961, с. 15-130.
- Автобиография. 2-е изд. М.: Советский композитор, 1982. 600 с.
- Автобиография. М.: Классика XXI, 2007 (3-е издание, с аудиоприложением).
- Дневник 1907—1933: в 3 т. Париж: sprkfv, 2002.
- Рассказы. М.: Композитор, 2003.

## Дискография
Полный цикл всех балетов Прокофьева записал Г. Н. Рождественский. Наиболее масштабный цикл оперных произведений Прокофьева (6 опер из 8) записан под управлением В. А. Гергиева. Среди других дирижёров, осуществивших значимые записи оперных произведений Прокофьева — Д. Баренбойм, Г. Бертини, И. Кертес, Е. Колобов, А. Н. Лазарев, А. Ш. Мелик-Пашаев, К. Нагано, А. Родзинский, Г. Н. Рождественский, М. Л. Ростропович, Т. Сохиев, Б. Хайтинк, Р. Хикокс, М. Ф. Эрмлер, В. М. Юровский, Н. Ярви.
Полный цикл симфоний Прокофьева записали В. Веллер, В. А. Гергиев, Д. Китаенко, З. Кошлер, Т. Кучар, Ж. Мартинон, С. Одзава, Г. Н. Рождественский, М. Л. Ростропович, Н. Ярви.
Среди других дирижёров, осуществивших значимые записи симфоний Прокофьева, — Н. П. Аносов, Э. Ансерме, К. Анчерл (№ 1), В. Д. Ашкенази, Л. Бернстайн, А. Дорати (№ 5), К. К. Иванов, Г. фон Караян, Р. Кемпе (№ 7), К. П. Кондрашин (№ 1, 3, 5), С. Кусевицкий (№ 1, 5), Э. Ляйнсдорф (№ 2, 3, 5, 6), Д. Митропулос, Е. А. Мравинский (№ 5, 6), Д. Ф. Ойстрах (№ 5), Ю. Орманди, С. А. Самосуд, Е. Ф. Светланов, К. Тенштедт.
Значимые записи фортепианных произведений Прокофьева осуществили пианисты Эмиль Гилельс, Святослав Рихтер (сонаты, концерты), Владимир Ашкенази (все концерты с оркестром под управлением Андре Превина), Джон Браунинг (все концерты, дирижёр — Эрих Ляйнсдорф), Владимир Крайнев (все концерты, дирижёр — Дмитрий Китаенко), Виктория Постникова (все концерты, дирижёр — Геннадий Рождественский), Николай Петров (сонаты), Александр Торадзе (все концерты с Валерием Гергиевым).
В 2016 году в ознаменование 125-летия со дня рождения С. С. Прокофьева фирма «Мелодия» выпустила юбилейный комплект записей семи балетов композитора под управлением Г. Н. Рождественского и раритетную запись 1938 года исполнения Второй сюиты из балета «Ромео и Джульетта», соч. 64 ter под управлением автора.

## Звания, награды и премии
- Шесть Сталинских премий:
  - 1943 — II степени за 7-ю сонату[151];
  - 1946 — I степени за 5-ю симфонию и 8-ю сонату;
  - 1946 — I степени за музыку к 1-й серии кинофильма «Иван Грозный»;
  - 1946 — I степени за балет «Золушка»;
  - 1947 — I степени за сонату для скрипки и фортепиано;
  - 1951 — II степени за вокально-симфоническую сюиту «Зимний костёр» и ораторию «На страже мира» на стихи С. Я. Маршака.
- 1933 — Почётный профессор Московской государственной консерватории имени П. И. Чайковского.
- 1943 — Орден Трудового Красного Знамени.
- 1944 — Заслуженный деятель искусств РСФСР.
- 1944 — Золотая медаль Королевского филармонического общества[англ.][152].
- 1947 — Народный артист РСФСР[153][154] (недоступная ссылка) Проверено 3 июня 2017.
- 1947 — Член Шведской королевской музыкальной академии.
- 1957 — Ленинская премия присуждена посмертно за 7-ю симфонию.

## Увековечение памяти композитора

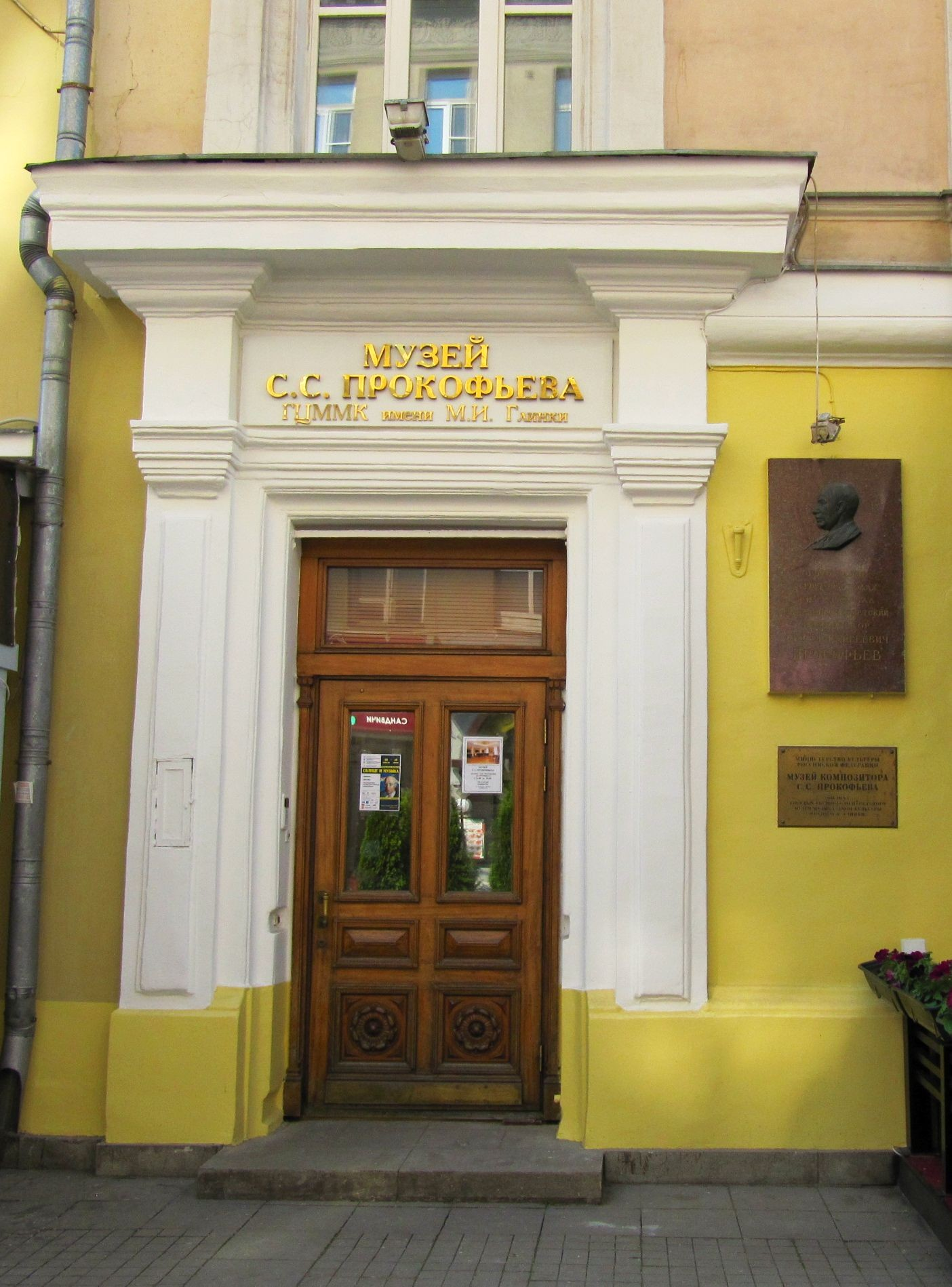
Музей в Камергерском переулке, 6/5.

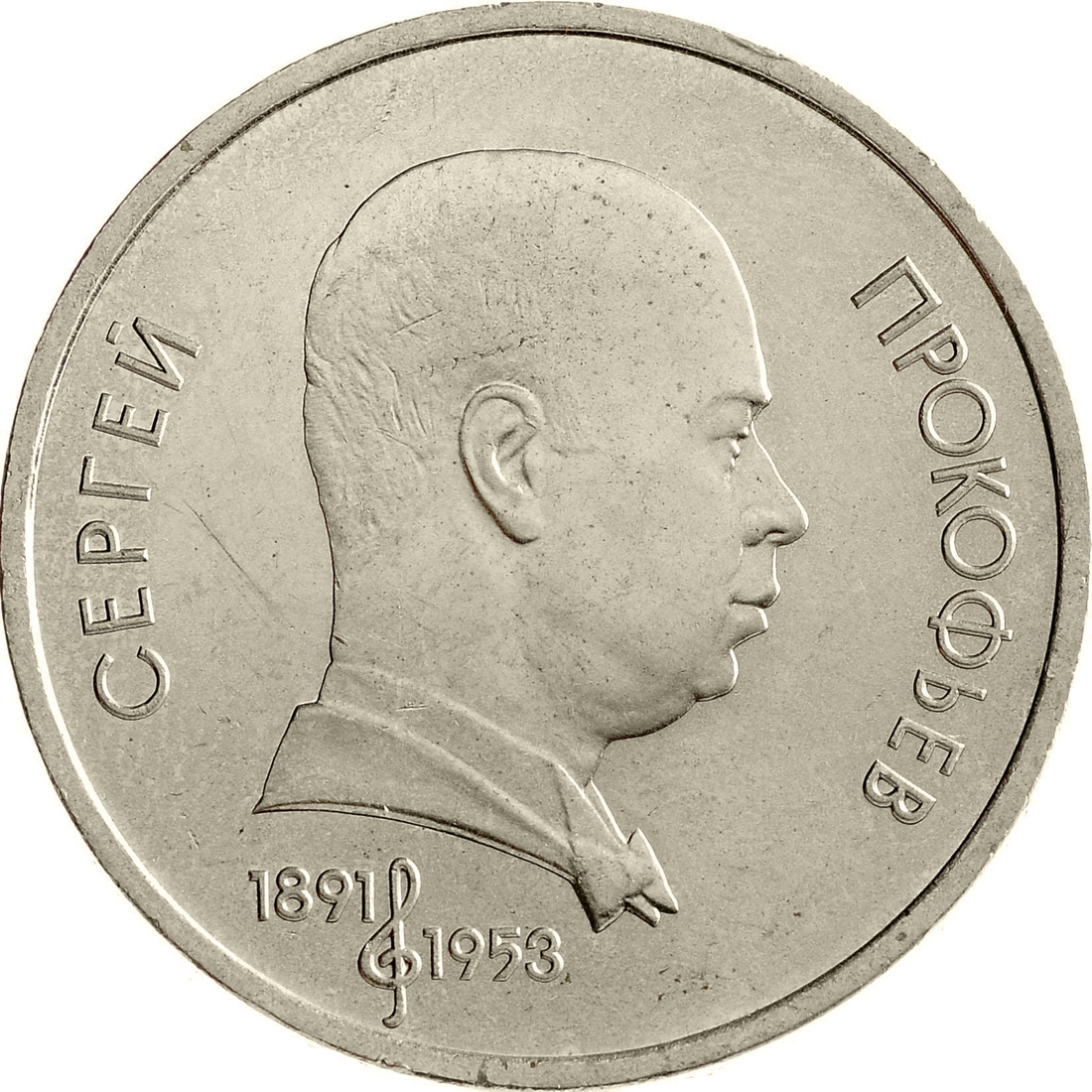
Юбилейная монета СССР, посвящённая С. С. Прокофьеву, 1991, 1 рубль

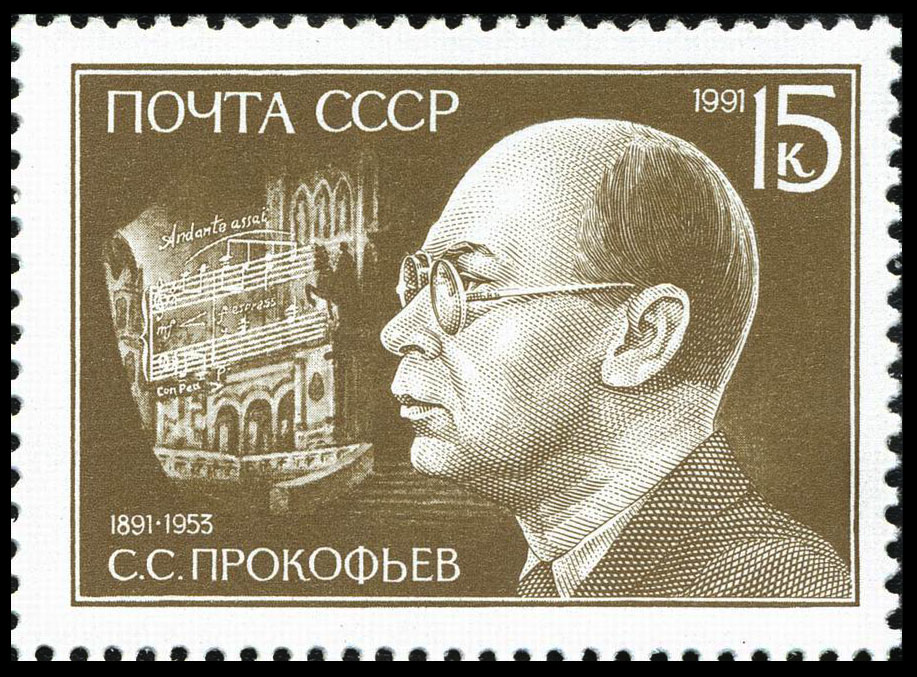
Почтовая марка СССР, посвящённая С. С. Прокофьеву, 1991, 15 копеек (ЦФА 6314, Скотт 5993)

- Музей С. С. Прокофьева — первый музей композитора, который был открыт в 1966 году в музыкальной школе № 1 имени С. С. Прокофьева в Москве (Токмаков переулок, 8). Экспозиция рассказывает о жизни и творчестве композитора, в ней представлены вещи, окружавшие композитора, книги и ноты, пианино, мебель и фотоматериалы семьи Прокофьева.
- Северодонецкое областное музыкальное училище имени С. С. Прокофьева — открыто 1 июня 1966 года в Северодонецке Луганской области.
- Московский областной музыкальный колледж имени С. С. Прокофьева в Пушкино[155].
- Музей Сергея Прокофьева — был открыт 24 июня 2008 года в Москве в Камергерском переулке, 6/5 в квартире № 6. На мемориальной доске выбито: «В этом доме в 1947—1953 годах жил и работал выдающийся советский композитор Сергей Сергеевич Прокофьев»[156]. В музее собраны нотные и литературные автографы композитора, редкие фотографии, документы и личные вещи Прокофьева[157].
- 11 декабря 2016 года состоялось открытие памятника Прокофьеву в Камергерском переулке, приуроченное к 125-летию со дня рождения композитора[158].
- Международный конкурс имени Сергея Сергеевича Прокофьева в Санкт-Петербурге, который ежегодно проводится по трём специальностям: композиция, симфоническое дирижирование и фортепиано.
- Памятник Прокофьеву возле музыкальной школы имени Прокофьева в Москве (1991, скульптор — В. Х. Думанян, архитектор — А. В. Степанов).
- Памятник и концертный зал имени Прокофьева в Челябинске.
- Концертный зал имени С. С. Прокофьева Донецкой филармонии.
- Донецкая государственная музыкальная академия имени С. С. Прокофьева.
- Симфонический оркестр имени С. С. Прокофьева Донецкой филармонии.
- Детская школа искусств № 1 имени С. Прокофьева во Владивостоке
- Детская музыкальная школа № 10 имени С. С. Прокофьева в Азове.
- Улица Прокофьева в Сумах на Украине.
- Музей Прокофьева на родине композитора в селе Сонцовка (с 1920-х годов до 2016 года — Красное) Покровского района Донецкой области на Украине был открыт к 100-летию Прокофьева в 1991 году.
- В 1991 году была выпущена памятная монета СССР, посвящённая столетию со дня рождения С. С. Прокофьева.
- В 2012 году открыт международный аэропорт имени Сергея Прокофьева в городе Донецке на Украине (разрушен в ходе боёв в 2014 году). В рамках украинской декоммунизации родному селу Прокофьева, Сонцовке, было возвращено историческое название.
- Самолёт Аэрофлота Airbus A319 (VP-BWA) носит имя «С. Прокофьев».
- 6 августа 2012 года в честь Прокофьева назван кратер на Меркурии[159].
- в 2016 году к 125-летию со дня рождения композитора Центральный Банк России выпустил серебряную памятную монету номиналом 2 рубля в серии «Выдающиеся личности России»: Композитор С. С. Прокофьев.
- Изображён на марке «Почты Донбасса» «50 лет Донецкой государственной музыкальной академии имени С. С. Прокофьева»[160].
- Всеукраинский открытый конкурс пианистов им. С. С. Прокофьева. Проводится ежегодно в Киеве в трёх номинациях: фортепиано, композиция и симфоническое дирижирование. Серебряная памятная монета 2 рубля Центрального Банка России 2016 года

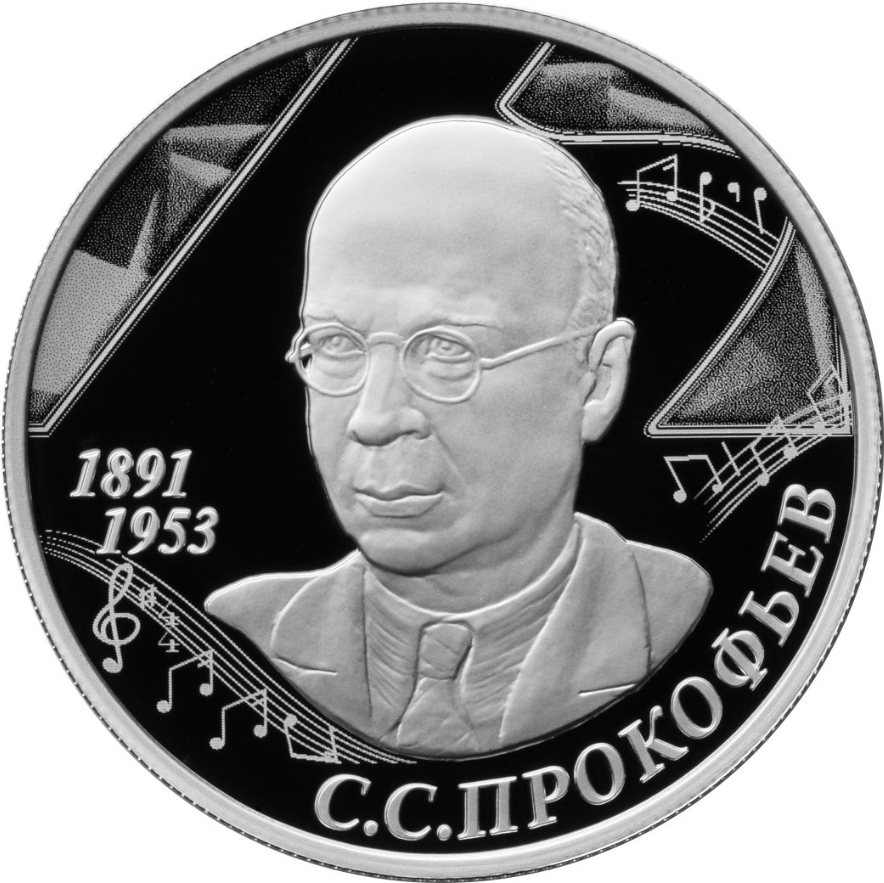
Серебряная памятная монета 2 рубля Центрального Банка России 2016 года

- В 2016 году при переименовании населённых пунктов на Украине рассматривался вариант переименования города Красноармейск (ныне — Покровск) в Прокофьев(ск) (с. Сонцовка — родина композитора — территориально относится к району, административным центром которого является Покровск)[161].
- В 2022 году вышла книга историка музыки и театра Марины Раку «Время Сергея Прокофьева. Музыка. Люди. Замыслы. Драматический театр» о жизни и творчестве композитора[162].

## Документальные фильмы о Прокофьеве
- «Композитор Прокофьев» — документальный учебный фильм для 7 класса. Режиссёр Попова, автор сценария Раппопорт, продолжительность 26:36. Москва, «Школфильм», СССР, 1975. Фильм смонтирован на материале кинофильма «Композитор Сергей Прокофьев» производства студии «Центрнаучфильм» 1960 года. Редкий случай демонстрации документальных кадров продолжительностью около двух с половиной минут, снятых летом 1946 года на даче композитора на Николиной горе: Прокофьев за фортепиано, затем рассказывает о творческих планах. В других документальных фильмах использованы лишь краткие отрывки данного фрагмента.
- «Огненный Ангел» — документальный фильм о композиторе Сергее Прокофьеве. Режиссёр Александр Суляев, СССР, 1990 год. Продолжительность: 1:08:17[163].
- «Сергей Прокофьев. Сюита жизни» — документальный фильм в двух частях. Режиссёр-постановщик Виктор Окунцов, сценарий: В. Окунцов, Э. Фрадкина; производство «Лентелефильм», ТПО «Союзтелефильм», СССР, 1991 год.
  - Полная версия фильма Сергей Прокофьев. Сюита жизни. Opus 1  на YouTube — в первой части фильма заняты Нина Дорлиак, Анатолий Ведерников, Наталья Сац. Продолжительность: 1:08:10.
  - Полная версия фильма Сергей Прокофьев. Сюита жизни. Opus 2  на YouTube — во второй части фильма продолжительностью 01:06:20 снимались: Евгений Светланов, Валерий Гергиев, Борис Покровский, Даниил Житомирский, Анатолий Ведерников, Нина Дорлиак, Святослав Рихтер, Наталья Сац.
- Гении. Сергей Прокофьев. Фонд Андрея Кончаловского по заказу ГТРК «Культура». Государственный Интернет-Канал «Россия». Дата обращения: 30 ноября 2016. — первый документальный фильм из серии «Гении», Россия, 2003. Автор идеи Андрей Кончаловский, режиссёр-постановщик Галина Огурная, консультант Ноель Манн. В фильме заняты: Тихон Хренников, Мстислав Ростропович, сын композитора Святослав Прокофьев, музыковеды Виктор Варунц, Владимир Зак, Марина Рахманова, режиссёр Борис Покровский.
- «Прокофьев наш» (докудрама, авторы — Андрей Стволинский и Юлия Рыбакова, 2016). Прокофьев — Алексей Гуськов.
- «Сергей Прокофьев. Неизвестные страницы родословной» — Альманах «Историограф», вып. № 8, 2018 (ООО «Плеяда», продюсер Н. Спиридонова).

## Адреса в России
- 1904—1914 годы — Санкт-Петербург, Садовая ул., 90 на Покровке, ныне площадь Тургенева[164][165].
- 1914 год — Петроград, 1-я Рота, 4 (доходный дом).
- 1913—1917 годы — Петроград, набережная реки Фонтанки, 122 (доходный дом Серебряковых, другое название адреса Измайловский проспект, 1); надпись на мемориальной доске: «В этом доме с 1913 по 1917 г. жил и работал великий советский композитор Сергей Сергеевич Прокофьев»[166].
- январь — февраль 1927 года — Ленинград, гостиница «Европейская», улица Лассаля, 1 (или другое название адреса улица Ракова, 7) во время первой поездки по СССР.
- июнь 1936 — март 1941 года — Москва, Земляной вал, 14, кв. 14[167].

## Архив
Большая часть рукописей и партитур Прокофьева хранится в Российском государственном архиве литературы и искусства. Личный фонд Прокофьев начал создавать самостоятельно в 1950 году. После его смерти жена — Мира Мендельсон — продолжила эту работу. В настоящее время фонд Прокофьева в РГАЛИ содержит 2457 единиц хранения за 1872—1976 годы. Среди материалов также находятся переписки, документы, связанные с музыкальной деятельностью, фотографии, записные книжки и тетради и др.

## Комментарии
1. ↑  К детским операм Прокофьева без номера опуса относят «Великан», 1900; «На пустынных островах», 1901—-1903; «Пир во время чумы», 1903—1909; «Ундина» 1904—1907, несмотря на то что два последних упоминаемых сочинения были завершены в юности.
2. ↑  «1-я симфония Сережи Прокофьева, 1902» посвящена Р. М. Глиэру, сохранилась первая часть, presto, G-dur[48].
3. ↑  Оценка из наиболее положительной рецензии — «Слово» от 20 декабря 1908 года, № 656.
4. ↑  Ещё в 1919—1924 годах Прокофьев записывал свои пьесы и пьесы некоторых других композиторов (Мусоргского, Скрябина, Мясковского) на механическом фортепиано (пианоле), но из-за дефектов метода механической записи «валики» Прокофьева не дают верного представления о его пианизме.
5. ↑  Позднее такую же дидактическую задачу решает написанный в 1945 году «Путеводитель по оркестру» Б. Бриттена.
6. ↑  В ряду таких сочинений Мейер перечисляет Симфонию в трёх частях Стравинского, Концерт для оркестра Бартока, Литургическую симфонию Онеггера, мелодраму «Уцелевший из Варшавы» Шёнберга и Восьмую симфонию Шостаковича[89].
7. ↑  В списке запрещённых сочинений Прокофьева значились: сюита «1941», «Ода на окончание войны», «Праздничная поэма», «Кантата к 30-летию Октября», «Баллада о мальчике», «Мысли», Соната № 6 для фортепиано[90].
8. ↑  Полная версия оперы была поставлена в Приморском театре оперы и балета в 2015 году. О постановке см.: Премьера оперы «Повесть о настоящем человеке». Государственный Приморский театр оперы и балета (8 мая 2015). Дата обращения: 30 ноября 2016. Архивировано 18 августа 2017 года..
9. ↑  Подробно о своеобразии гармонического стиля Прокофьева см. в книге: Холопов Ю. Н. Современные черты гармонии Прокофьева. — М.: Музыка, 1967.
10. ↑  Сводку высказываний Сабанеева см. в статье Ю. Н. Холопова «Творчество Прокофьева в советском теоретическом музыкознании». Архивировано 12 августа 2016 года..
11. ↑  Савкина изложила свою гипотезу впервые в докладе на международном конгрессе в Манчестере в 2003 году, затем в 2005 году в публикации британского журнала Three Oranges Journal и, наконец, в 2007 году в расширенной версии статьи на русском языке «Христианская наука в жизни Прокофьева»[125].
12. ↑  Впоследствии Мендельсон выступала либреттистом и других сочинений Прокофьева для музыкального театра — «Война и мир», «Повесть о настоящем человеке», «Сказ о каменном цветке».
13. ↑  На сайте Фонда Сергея Прокофьева Сергей Святославович Прокофьев под своими публикациями ставит подпись Сергей Прокофьев младший. См.: Сергей Прокофьев младший. Книга Саймона Моррисона о Лине Прокофьевой или преждевременные рецензии. The Serge Prokofiev Foundation. Дата обращения: 8 декабря 2016. Архивировано 24 января 2017 года.